# (32932) 1995 SX15
1995 SX15 (asteroide 32932) é um asteroide da cintura principal. Possui uma excentricidade de 0.24580430 e uma inclinação de 3.49926º.
Este asteroide foi descoberto no dia 18 de setembro de 1995 por Spacewatch em Kitt Peak.